# Evergestis hordealis
Evergestis hordealis ist ein Schmetterling aus der Familie der Crambiden (Crambidae).

## Merkmale
Die Falter erreichen eine Flügelspannweite von 27 bis 28 Millimeter. Der Kopf ist ockerfarben, der Thorax ist hell ockerfarben. Der Vorderflügel hat die für die Gattung Evergestis typische Kontur und besitzt eine weißliche Grundfärbung. Er ist variabel mit ockerfarbenen und dunklen Schuppen gesprenkelt. Bei fahleren Exemplaren ist die Sprenkelung meist mehr oder weniger auf den Costalbereich und den Subterminalbereich begrenzt. Die weißlichen Subbasal-, Antemedian- und Postmedianlinien sind wellenförmig oder gezähnt. Sie sind von einigen dunklen Schuppen gerandet und normalerweise ziemlich undeutlich. Die beiden Diskalflecke sind undeutlich und dunkel gerandet. Zwischen den Aderenden befinden sich schwärzliche Flecke. Die Fransenschuppen sind weißlich strohfarben. Sie sind an der Basis gelb und besitzen zwei ziemlich breite ockerfarbene Linien. Die Hinterflügel sind schmutzig weiß und mit einer sehr undeutlichen ockerfarbenen Postmedianlinie und einem Schatten am Außenrand gezeichnet. Die Fransenschuppen sind ebenso wie die der Vorderflügel gefärbt, ihnen fehlt aber die äußere dunkle Linie. Die Unterseite glänzt und hat eine undeutliche Zeichnung, die der der Oberseite entspricht. Das Abdomen ist ockerfarben.
Bei den Männchen ist der Schaft des Uncus schlank und leicht behaart. Die Spitze ist stumpf und mit einigen kurzen, zurückgebogenen Härchen versehen. Der Gnathos hat eine tiefe trogförmige Gestalt. Er verjüngt sich und hat eine schmale Spitze. Vom Apex bis etwa zur Hälfte des Schafts erstreckt sich eine Reihe kleiner, vereinzelt stehender, stumpfer Zähne. Die Ränder der Valven sind leicht gewellt, der Apex ist schräg abgerundet. Die Costa und der vordere Rand sind vor allem an der Basis verdickt. Das Klammerorgan (Clasper) ist deutlich sichtbar. Der Phallus ist bauchig und im distalen Teil mit zwei kleinen, eng beieinander liegenden Cornutigruppen und schuppigen, bürstenartigen Kissen versehen.
Bei den Weibchen ist das Corpus bursae eiförmig und kaum breiter als die Basis des Ductus bursae. Die Signa sind klein. Der Ductus bursae ist breit und verjüngt sich gleichmäßig bis zu einer Verengung hinter dem nur schwach sklerotisierten Colliculum.

## Verbreitung
Evergestis hordealis ist in Nordafrika beheimatet und wurde in Europa noch nicht nachgewiesen.

## Biologie
Die Präimaginalstadien sind unbekannt. Falter wurden im September gefangen.

## Systematik
Die Typlokalität ist Lambèse in Algerien. Aus der Literatur ist das folgende Synonym bekannt:
- Orobena lambessalis Oberthür, 1922

## Belege
1. ↑  P. Chrétien: Contribution à la connaissance des Lépidoptères du Nord de l'Afrique. Annales de la Société entomologique de France, 84: 289-374, Paris Online bei www.biodiversitylibrary.org (S. 293/4)
2. 1 2 3 4 5 6  Barry Goater, Matthias Nuss, Wolfgang Speidel: Pyraloidea I (Crambidae, Acentropinae, Evergestinae, Heliothelinae, Schoenobiinae, Scopariinae). In: P. Huemer, O. Karsholt, L. Lyneborg (Hrsg.): Microlepidoptera of Europe. 1. Auflage. Band 4. Apollo Books, Stenstrup 2005, ISBN 87-88757-33-1, S. 79 (englisch).
3. ↑  Global Information System on Pyraloidea (GlobIZ). Abgerufen am 8. Mai 2013.